# Niue na igrzyskach Wspólnoty Narodów
Niue zadebiutowało na igrzyskach Wspólnoty Narodów w 2002 roku na igrzyskach w Manchesterze i od tamtej pory reprezentacja wystartowała we wszystkich organizowanych zawodach. Niue wystawiło zawodników w lekkoatletyce, boksie, bowls, rugby 7, strzelectwie, podnoszeniu ciężarów i zapasach.

## Klasyfikacja medalowa
| Igrzyska        | Złoto | Srebro | Brąz | Razem |
| --------------- | ----- | ------ | ---- | ----- |
| 2002 Manchester | 0     | 0      | 0    | 0     |
| 2006 Melbourne  | 0     | 0      | 0    | 0     |
| 2010 Nowe Delhi | 0     | 0      | 0    | 0     |
| Razem           | 0     | 0      | 0    | 0     |